# Tibouchina longipilosa
Tibouchina longipilosa är en tvåhjärtbladig växtart som beskrevs av Célestin Alfred Cogniaux. Tibouchina longipilosa ingår i släktet Tibouchina och familjen Melastomataceae. Inga underarter finns listade i Catalogue of Life.